# Jennifer Ann Gerber
Jennifer Ann Gerber, née le 25 octobre 1981, est un mannequin suisse ayant été couronné Miss Suisse en 2001.